# Guy Sigsworth
Guy Sigsworth (né le 14 juin 1968) est un compositeur producteur qui a collaboré avec de nombreux artistes, comme Seal, Björk ou Madonna.
Il fait partie du groupe Frou Frou avec Imogen Heap.
Sigsworth a reçu pour la première fois la reconnaissance de la critique pour son travail sur les albums Post et Homogenic de Björk, parus respectivement en 1995 et en 1998. En 1998 également, il est présenté à Imogen Heap, qui avait signé un contrat avec le label Almo, aujourd'hui disparu, et avec laquelle il réalisera l'album Details en 2002.

## Discographie

### Albums studio
- 2019 - Stet

### Singles
- 2018 : Sing
- 2018 : Nirai Kanai